# 阿布巴卡尔·松帕雷
埃尔·哈吉·阿布巴卡尔·松帕雷（El Hajj Aboubacar Somparé，1944年8月24日—2017年11月2日），几内亚政治家，曾任几内亚国民议会议长，代总统。几内亚团结进步党 （Unity and Progress Party，简称PUP）的领导人之一。2002年6月30日几内亚选举产生新一届议会，阿布巴卡尔·松帕雷于同年9月23日当选为议会议长。
2008年12月23日凌晨，松帕雷在几内亚国家电视台上宣布，兰萨纳·孔戴总统在“久病后”（"after a long illness"）已于前一天逝世。根据几内亚宪法的相关规定，议会议长在总统一职出现空缺时将代行总统职权，出任代理总统，新总统选举应于60天内举行。据此，阿布巴卡尔·松帕雷被任命为几内亚代总统，接替于前日去世的总统兰萨纳·孔戴代行职权。就在兰萨纳·孔戴总统逝世6小时后，几内亚一个自称“国家民主委员会”的组织当天宣布，几内亚政府已被解散。 报道说，在这次明显是军事政变的事件中，该组织一名身穿军服的发言人在电视上宣读声明，宣布政府、宪法、法院以及议会均已被解散。
2017年11月2日，松帕雷過世。